# Iguaraci
Iguaraci là một đô thị thuộc bang Pernambuco, Brasil. Đô thị này có diện tích 773,65 km², dân số năm 2007 là 11927 người, mật độ 15,42 người/km².